# Halowe Mistrzostwa Europy w Lekkoatletyce 2013 – bieg na 400 m kobiet
Bieg na 400 metrów kobiet – jedna z konkurencji rozegranych podczas halowych lekkoatletycznych mistrzostw Europy w hali Scandinavium w Göteborgu.
Tytułu wywalczonego 2 lata temu w Paryżu nie obroniła Czeszka Denisa Rosolová, która uplasowała się na 5. miejscu.

## Rekordy
| Rekord świata                        | Jarmila Kratochvílová | 49,59 | Mediolan, Włochy            | 7 marca 1982   |
| Rekord Europy                        | Jarmila Kratochvílová | 49,59 | Mediolan, Włochy            | 7 marca 1982   |
| Rekord mistrzostw Europy             | Jarmila Kratochvílová | 49,59 | Mediolan, Włochy            | 7 marca 1982   |
| Najlepszy wynik na świecie w sezonie | Natasha Hastings      | 50,88 | Birmingham, Wielka Brytania | 16 lutego 2013 |
| Najlepszy wynik w Europie w sezonie  | Ksienija Ustałowa     | 51,31 | Moskwa, Rosja               | 13 lutego 2013 |

## Terminarz
| Data    | Godzina |            |
| ------- | ------- | ---------- |
| 1 marca | 11:00   | Eliminacje |
| 2 marca | 16:35   | Półfinały  |
| 3 marca | 11:15   | Finał      |

## Rezultaty
| NR – rekord kraju \| WL – najlepszy tegoroczny wynik na listach światowych \| EL - najlepszy tegoroczny wynik na listach europejskich |
| SB – najlepszy wynik w sezonie \| PB – rekord życiowy                                                                                 |

### Eliminacje
Rozegrano 4 biegi eliminacyjne, do których przystąpiło 20 biegaczek. Awans do półfinału dawało zajęcie jednego z pierwszych dwóch miejsc w swoim biegu (Q). Skład półfinałów uzupełniły cztery zawodniczki z najlepszymi czasami wśród przegranych (q).

#### Bieg 1
| Poz. | Tor | Zawodniczka          | Reprezentacja   | Czas  | Uwagi |
| ---- | --- | -------------------- | --------------- | ----- | ----- |
| 1    | 6   | Perri Shakes-Drayton | Wielka Brytania | 51,70 | Q     |
| 2    | 3   | Moa Hjelmer          | Szwecja         | 52,87 | Q,    |
| 3    | 5   | Madiea Ghafoor       | Holandia        | 52,88 | q     |
| 4    | 4   | Maria Enrica Spacca  | Włochy          | 53,79 |       |
| 5    | 2   | Léa Sprunger         | Szwajcaria      | 54,45 |       |

#### Bieg 2
| Poz. | Tor | Zawodniczka       | Reprezentacja   | Czas  | Uwagi |
| ---- | --- | ----------------- | --------------- | ----- | ----- |
| 1    | 6   | Angela Moroșanu   | Rumunia         | 52,07 | Q,    |
| 2    | 5   | Ksienija Ustałowa | Rosja           | 52,23 | Q     |
| 2    | 3   | Shana Cox         | Wielka Brytania | 52,99 | q     |
| 4    | 4   | Olha Zemlak       | Ukraina         | 53,26 | SB    |
| 5    | 2   | Chiara Bazzoni    | Włochy          | 54,55 |       |

#### Bieg 3
| Poz. | Tor | Zawodniczka     | Reprezentacja   | Czas  | Uwagi |
| ---- | --- | --------------- | --------------- | ----- | ----- |
| 1    | 6   | Eilidh Child    | Wielka Brytania | 52,05 | Q     |
| 2    | 5   | Denisa Rosolová | Czechy          | 52,20 | Q,    |
| 3    | 4   | Ella Räsänen    | Finlandia       | 52,37 | q,    |
| 4    | 3   | Line Kloster    | Norwegia        | 53,15 | q,    |
| 5    | 2   | Anita Banović   | Chorwacja       | 55,00 |       |

#### Bieg 4
| Poz. | Tor | Zawodniczka            | Reprezentacja | Czas  | Uwagi |
| ---- | --- | ---------------------- | ------------- | ----- | ----- |
| 1    | 6   | Zuzana Hejnová         | Czechy        | 53,20 | Q     |
| 2    | 5   | Marie Gayot            | Francja       | 53,49 | Q     |
| 3    | 4   | Aauri Lorena Bokesa    | Hiszpania     | 53,61 |       |
| 4    | 3   | Alina Andreea Panainte | Rumunia       | 53,98 |       |
| 5    | 2   | Amalija Szarojan       | Armenia       | 56,35 |       |

### Półfinały
Rozegrano 2 biegi półfinałowe, w których wystartowało 12 zawodniczek. Awans do finału dawało zajęcie jednego z pierwszych trzech miejsc w swoim biegu (Q).

#### Bieg 1
| Poz. | Tor | Zawodniczka       | Reprezentacja   | Czas  | Uwagi |
| ---- | --- | ----------------- | --------------- | ----- | ----- |
| 1    | 5   | Eilidh Child      | Wielka Brytania | 52,29 | Q     |
| 2    | 3   | Moa Hjelmer       | Szwecja         | 52,38 | Q,    |
| 3    | 1   | Shana Cox         | Wielka Brytania | 52,86 | Q,    |
| 4    | 2   | Madiea Ghafoor    | Holandia        | 53,12 |       |
| —    | 4   | Ksienija Ustałowa | Rosja           | —     | DNF   |
| —    | 6   | Angela Moroșanu   | Rumunia         | —     | DSQ   |

#### Bieg 2
| Poz. | Tor | Zawodniczka          | Reprezentacja   | Czas  | Uwagi |
| ---- | --- | -------------------- | --------------- | ----- | ----- |
| 1    | 6   | Perri Shakes-Drayton | Wielka Brytania | 51,03 | Q, EL |
| 2    | 5   | Zuzana Hejnová       | Czechy          | 51,27 | Q,    |
| 3    | 4   | Denisa Rosolová      | Czechy          | 52,12 | Q,    |
| 4    | 1   | Line Kloster         | Norwegia        | 52,78 | NR    |
| 5    | 2   | Ella Räsänen         | Finlandia       | 52,84 |       |
| 6    | 3   | Marie Gayot          | Francja         | 53,38 |       |

### Finał
| Poz. | Tor | Zawodniczka          | Reprezentacja   | Czas  | Uwagi |
| ---- | --- | -------------------- | --------------- | ----- | ----- |
|      | 5   | Perri Shakes-Drayton | Wielka Brytania | 50,85 | WL,   |
|      | 6   | Eilidh Child         | Wielka Brytania | 51,45 | PB    |
|      | 4   | Moa Hjelmer          | Szwecja         | 52,04 | NR    |
| 4    | 3   | Zuzana Hejnová       | Czechy          | 52,12 |       |
| 5    | 2   | Denisa Rosolová      | Czechy          | 52,71 |       |
| 6    | 1   | Shana Cox            | Wielka Brytania | 53,15 |       |